# Il pistolero di Dio
Il pistolero di Dio (Heaven with a Gun) è un film del 1969 diretto da Lee H. Katzin.

## Trama
Jim Killian è un predicatore che arriva in una città divisa tra allevatori di bovini e allevatori di pecore. Ma Killian non è un semplice predicatore. È un ex-pistolero.